# Xaver Ernbert Fridelli
Xaver Ernbert Fridelli = Cuncheng = Fei Yin (* 11. März 1673 in Linz in Oberösterreich; † 4. Juni 1743 in Peking) war Kartograf, Jesuit und Missionar in China. Sein wissenschaftliches Meisterwerk war die maßgebliche Mitarbeit am Reichsatlas Chinas.

## Familie

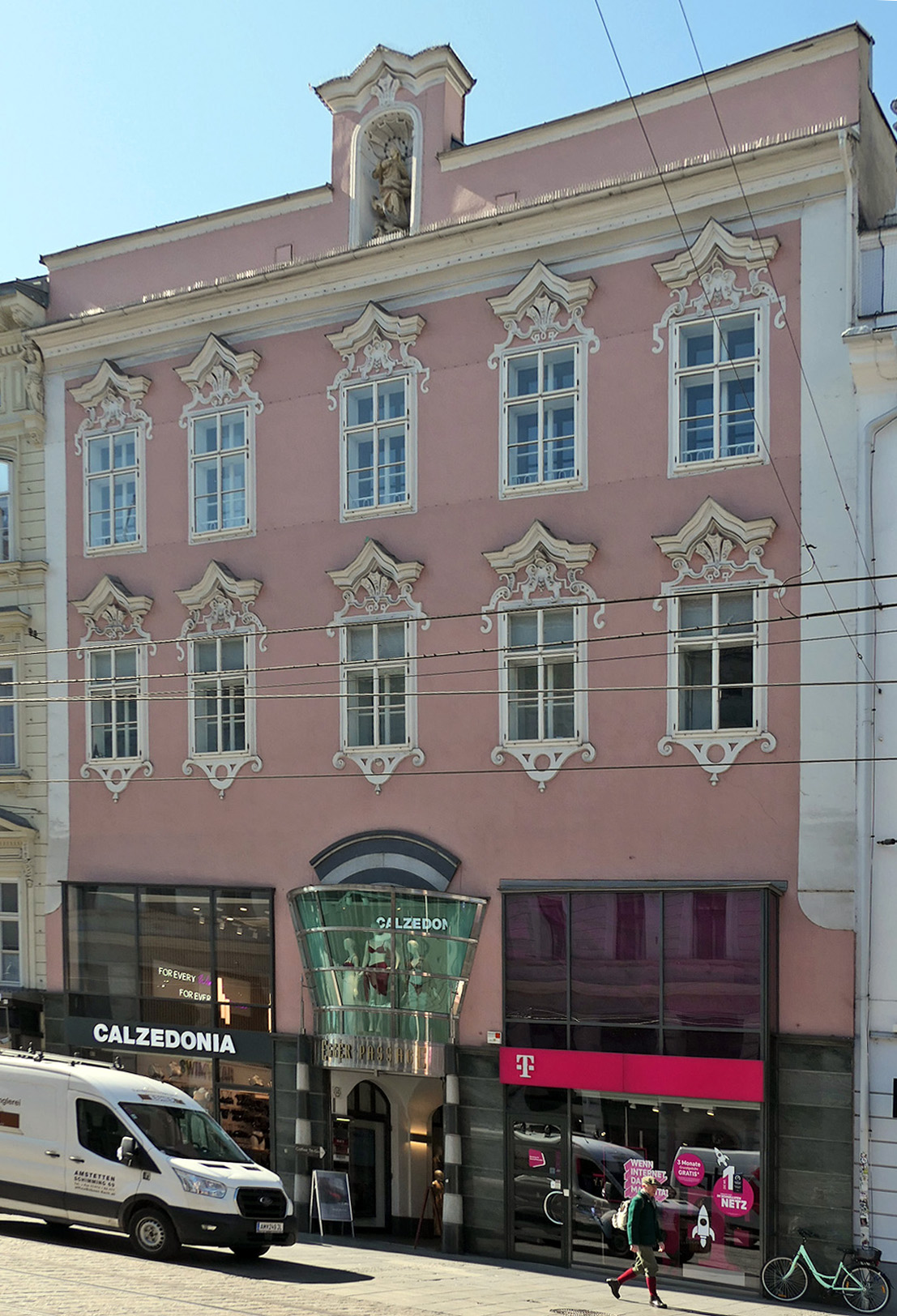
Fridelli-Haus in Linz (2025)

X. E. Fridellis Vater war der bekannte Linzer Advokat Heinrich Adam Fridelli (* 22. März 1644; † 27. Juli 1724 in Linz). Sein Geschäftshaus an der Linzer Landstraße Nr. 14 beherbergt noch immer Geschäfte und Rechtsanwaltskanzleien (2025). Sein Grabstein erhielt sich in der Linzer Stadtpfarrkirche. X. E. Fridellis Mutter war Regina Ursula, geborene Herrenpeck († 1678 in Linz). Xaver Ernbert, ihr einziges Kind, wurde auf Wunsch der kränklichen Mutter klösterlich erzogen, denn „... daheim gibt niemand auf ihn acht“.

## Leben
In der Folge besuchte X. E. Fridelli in Linz das Jesuitengymnasium in der Domgasse. Nach seinem Novizenjahr in Leoben (Steiermark) trat er 1688 (mit 15 Jahren) in den Jesuitenorden ein und wurde für die China-Mission ausgebildet, die er 1704 begann.
In China betätigte sich X. E. Fridelli als Missionar, diente aber auch am Hofe des gebildeten Kaisers Kangxi als Kartograf und schuf zusammen mit anderen Jesuiten wie Joaquim Bouvet, Jean-Baptiste Régis, Pierre Jartoux, Jean-François Cardoso und dem Augustiner Fabré-Bonjour dabei die erste auf exakten Messungen basierende Landkarte von China, wobei X. E. Fridelli eine Hauptlast bewältigte und 9 der 18 Provinzen selbst bereiste. 1717 war der chinesische Reichsatlas auf insgesamt 28 Blättern fertiggestellt, von dem bis 1931 14 Auflagen erschienen.
Ab 1721 war X. E. Fridelli Superior der Residenz St. Joseph in Peking, wo er eine Kirche baute. Sein Grab fand er auf dem Zhalan-Friedhof in Peking, der heutzutage auf dem abgeschlossenen Gelände der kommunistischen Parteiakademie liegt und nur mit Sondergenehmigung besucht werden kann. Das Areal an der Westseite der dortigen alten Stadtmauer diente als Wohn- und Begräbnisstätte der Jesuiten in der Ming- und der Qing-Dynastie.

## Bedeutung und Nachleben

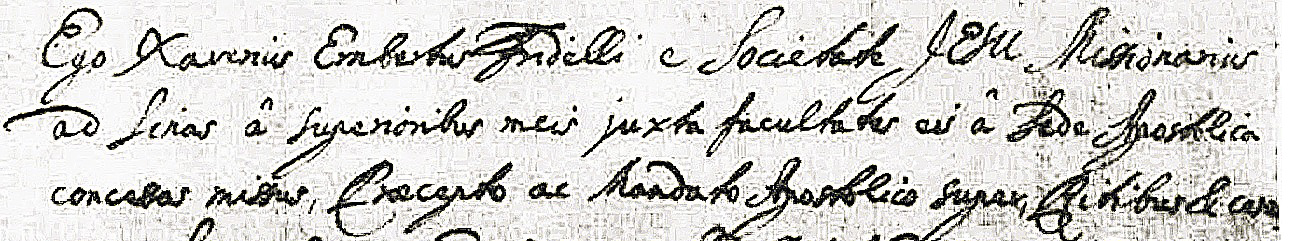
Brief Fridellis 1718 (Detail)

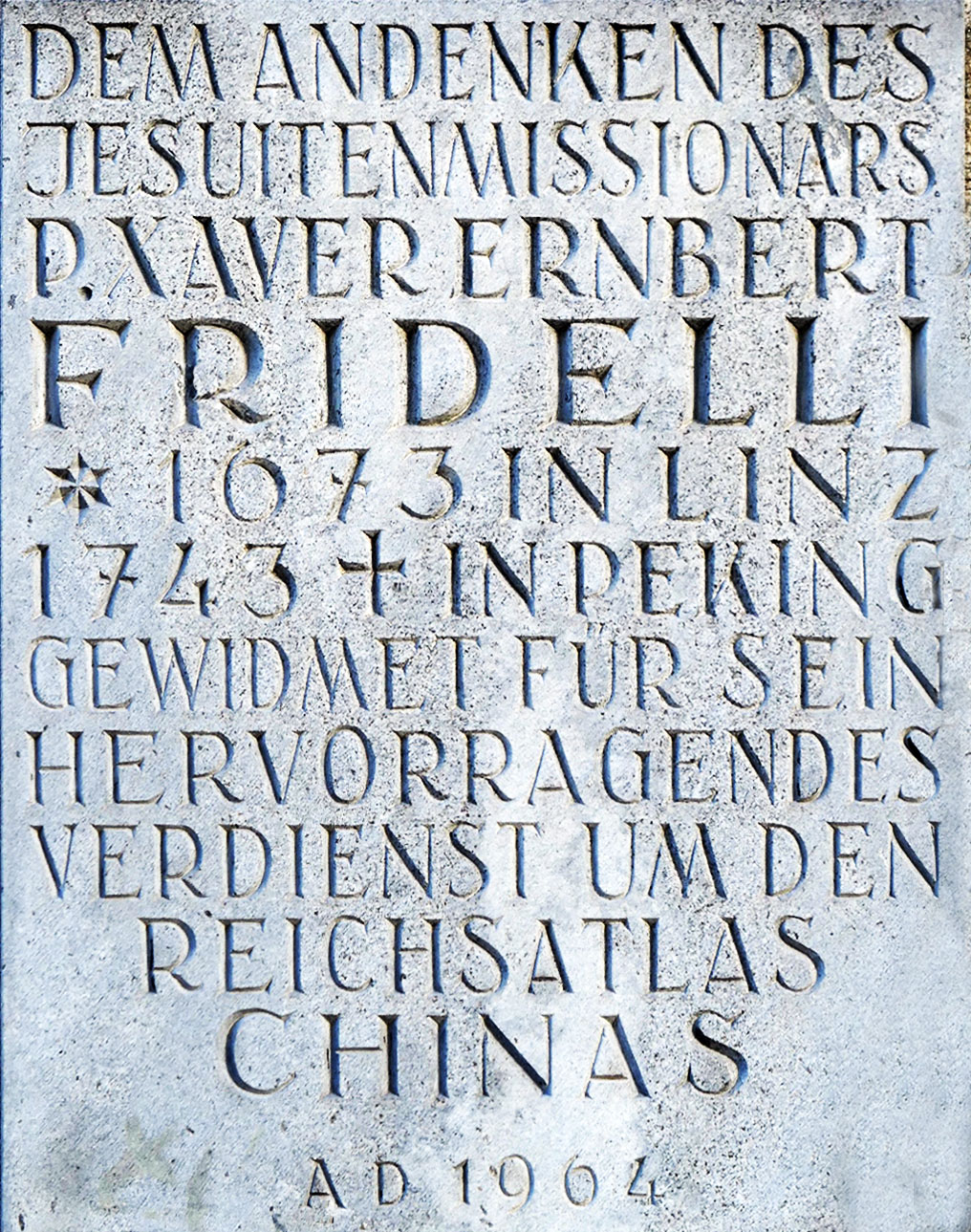
Gedenktafel in Linz am Alten Dom

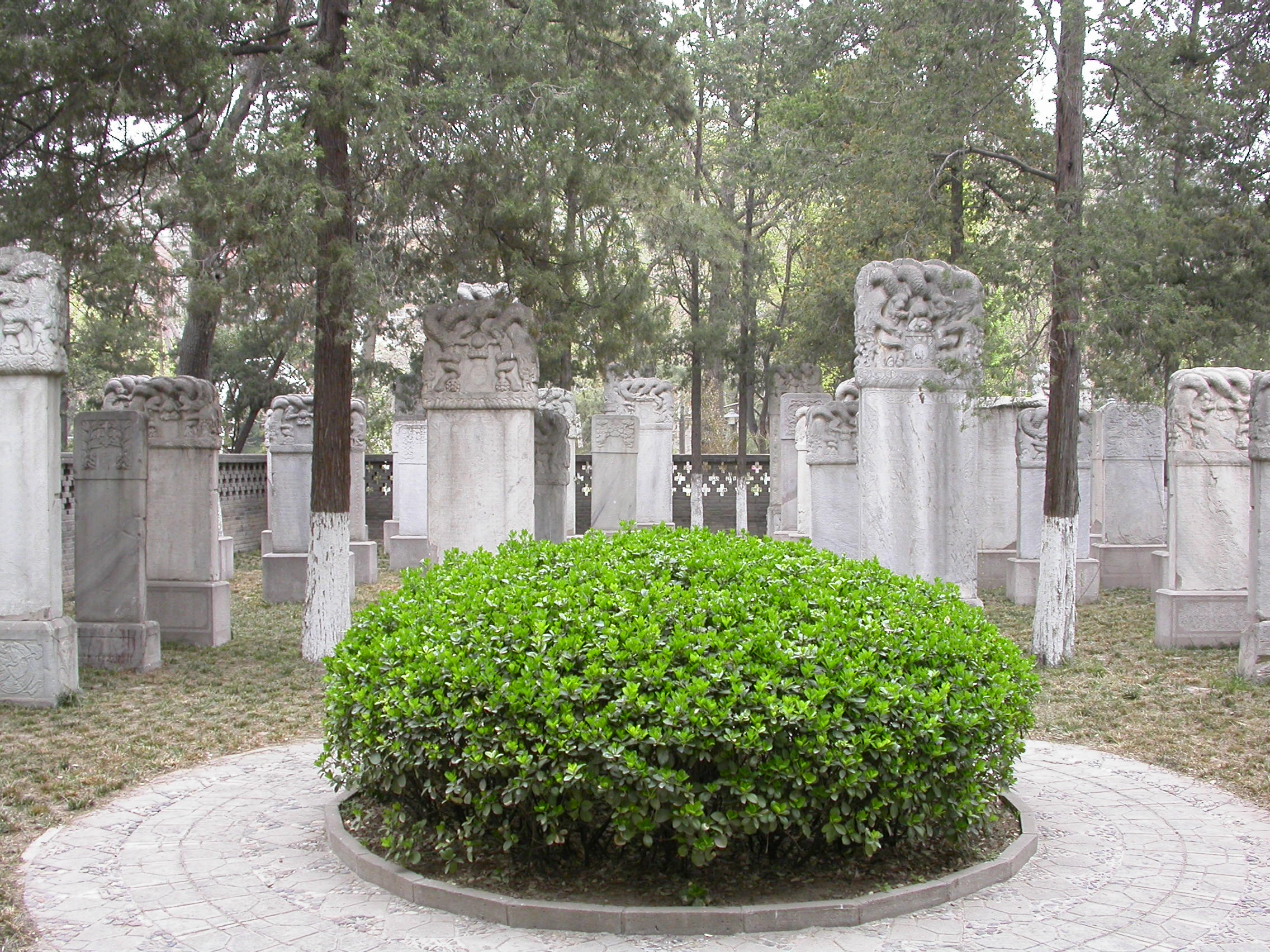
Wiederaufgebaute Jesuiten-Leichenstelen im Zhalan-Friedhof

1717 konnte das fertige Atlaswerk dem Kaiser Kangxi vorgelegt werden. Dabei verpflichtete der Kaiser jeden Missionar, nie wieder nach Europa zurückzukehren, um die Frucht der Arbeit nur China zukommen zu lassen. Trotzdem gelangte ein Exemplar des „Jesuitenatlas“ nach Europa. In der Folge erreichte der Atlas eine große Zahl von Auflagen, zuerst in China, dann auch in den Ländern Europas. Der Asienforscher und Geograf Ferdinand von Richthofen (* 1833; † 1905) äußerte sich folgend „... der Jesuitenatlas kann als Meisterwerk bezeichnet werden, denn noch nie wurde in so kurzer Zeit ein so gewaltiges Werk geschaffen, das dann durch zwei Jahrhunderte seine Geltung behielt“.

## Gedenksteine
- Die Gedenktafel für X. E. Fridelli befindet sich in Linz an der Außenwand des Linzer Alten Doms (Ignatiuskirche, Domgasse 3). Text: Dem Andenken des Jesuitenmissionars P. Xaver Ernbert Fridelli * 1673 in Linz, 1743 † in Peking, gewidmet für sein hervorragendes Verdienst um den Reichsatlas Chinas. A.D. 1964.
- Der reich skulptierte Grabstein des Vaters(!) Henricus Adamus Frideli († 27. Juli 1724) erhielt sich im Inneren der Linzer Stadtpfarrkirche beim Haupteingang, gleich rechts an der Wand.
- Die Leichenstele von X.E. Fridelli selbst erhielt sich in Peking im mehrfach transmutierten  Zhalan-Friedhof durch glückliche Fügung .